# Rhodometra minervae
Rhodometra minervae är en fjärilsart som beskrevs av Gistl 1856. Rhodometra minervae ingår i släktet Rhodometra och familjen mätare. Inga underarter finns listade.